# Zaventem
Zaventem (antigua grafía Saventhem o Saventham, nombre dialectal brabanzón, Zovvetoem) es una localidad belga neerlandófona dentro del Brabante flamenco en Flandes.
Cuenta con unos 33.800 habitantes y el Aeropuerto de Bruselas-Zaventem está situado en esta localidad.

## Geografía

### Secciones del municipio
El municipio comprende los antiguos municipios, que se fusionaron en 1977:
| - Zaventem - Nossegem - Sint-Stevens-Woluwe - Sterrebeek |

## Demografía

### Evolución
Todos los datos históricos relativos al actual municipio, el siguiente gráfico refleja su evolución demográfica, incluyendo municipios después de efectuada la fusión el 1 de enero de 1977.
| Gráfica de evolución demográfica de Zaventem entre 1846 y 2020 |
|                                                                |

## Pueblos anexionados a Zaventem
- Nossegem
- Sint-Stevens-Woluwe (Woluwe-Saint-Étienne )
- Sterrebeek

## Economía
- Proxis

## Enseñanza superior
- Hub'Air Aviation Academy: escuela de pilotos

## Ciudades hermanadas
- Blankenheim, Alemania